# Ascó
Ascó è un comune spagnolo di 1 617 abitanti situato nella comunità autonoma della Catalogna.